# Oglasa niloticus
Oglasa niloticus är en fjärilsart som beskrevs av Edward P. Wiltshire 1977. Oglasa niloticus ingår i släktet Oglasa och familjen nattflyn. Inga underarter finns listade i Catalogue of Life.